# Mesocacia multimaculata
Mesocacia multimaculata là một loài bọ cánh cứng trong họ Cerambycidae.